# Dianthidium desertorum
Dianthidium desertorum är en biart som beskrevs av Timberlake 1943. Dianthidium desertorum ingår i släktet Dianthidium och familjen buksamlarbin. Inga underarter finns listade i Catalogue of Life.